# Foie de Plaisance
Le foie de Plaisance (en italien fegato di Piacenza) est un objet étrusque en bronze gravé que l'on pense avoir été utilisé comme outil par les haruspices pour pratiquer  l'hépatoscopie, c'est-à-dire la méthode de divination par l'examen du foie d'un animal. Il est conservé au musée municipal de Plaisance, au palais Farnèse.

## Description

### Objet
L'objet est une maquette en bronze d'un foie de mouton, de taille réelle, mesurant 126 mm de long pour 76 mm de large et 60 mm d'épaisseur. il a une forme grossièrement ovale. Sa surface est principalement plate mais, sur son côté gauche, il possède trois protubérances sculptées représentant la vésicule biliaire, le lobe caudé (en) et la veine cave inférieure.
Pour les besoins de l'hépatoscopie, la face supérieure de la maquette est subdivisée en quarante cases, chacune inscrite du nom d'une divinité spécifique. Le bord extérieur est divisé en 16 sections. Selon les témoignages de Pline l'Ancien et Cicéron, les Étrusques divisaient le ciel en 16 maisons ; il a donc été suggéré que le foie représente une maquette du cosmos, ses parties étant identifiées à des constellations ou des signes astrologiques. La face inférieure ne porte que deux inscriptions : Usils (génitif de Usil, le soleil) sur le lobe droit, et Tivs (également un génitif, probablement la lune).

### Noms

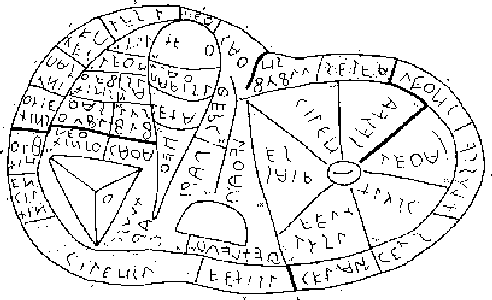
Transcription des inscriptions gravées dans le bronze.

Les théonymes figurant sur l'objet sont écrits en étrusque et sont abrégés. Dans de nombreux cas, la signification de ces abréviations est contestée. En conséquence, il n'y a consensus pour l'interprétation des noms individuels que dans quelques cas. La liste suivante suit celle d'Alessandro Morandi (Nuovi Lineamenti di Lingua Etrusca, 1991), sauf mention contraire. Certaines divinités étrusques ont un équivalent dans le panthéon romain, indiqué entre parenthèses.
- Circonférence, en débutant par le « nord » (côté gauche dans l'image d'introduction) et en poursuivant dans le sens des aiguilles d'une montre[4] :
  1. tin[ia] /cil/en (Jupiter)
  2. tin[ia]/θvf[vlθas]
  3. tins/θne
  4. uni/mae uni/ea (Junon ?)
  5. tec/vm (Tellus)
  6. lvsl
  7. neθ[uns]  (Neptune)
  8. caθ[a] (Luna[5]?)
  9. fuflu/ns (Bacchus)
  10. selva (Silvanus)
  11. leθns
  12. tluscv
  13. celsc
  14. cvl alp
  15. vetisl (Vejove ?)
  16. cilensl (génitif de Cilens) (comme le no 1)
- Intérieur :
  - Côté gauche :
    1. tur[an]  (Vénus)
    2. leθn (comme le no 11)
    3. la/sl (Lares ?)
    4. tins/θvf[vlθas] (comme le no 2)
    5. θufl/θas
    6. tinsθ/neθ (comme le no 3 (?) ou selon une hypothèse Neθuns dans la demeure de Tinia[6])
    7. caθa (comme le no 8)
    8. fuf/lus (comme le no 9)
    9. θvnθ(?)
    10. marisl/latr
    11. leta
    12. neθ (comme le no 7)
    13. herc[le]  (Hercule)
    14. mar[is] (Mars ; cette équivalence n'est pas universellement reconnue[7])
    15. selva  (comme le no 10)
    16. leθa[m]
    17. tlusc (comme le no 12)

  - Côté droit :
    1. lvsl/velch
    2. satr/es (en) (Saturne)
    3. cilen (comme le no 1)
    4. leθam (comme le no 32)
    5. meθlvmθ
    6. mar[is] (comme le no 30)
    7. tlusc (comme le no 12)
- Côté inférieur :
  -     1. tivs  (ou tivr, « Lune » ?)
    2. usils (« Soleil »)

## Historique
L'objet est daté de la fin du IIe siècle av. J.-C. ou du début du Ier siècle av. J.-C., à une époque où la région de Plaisance est dominée par Rome. Plaisance est d'ailleurs fondée en 218 av. J.-C. comme ville de garnison romaine en Gaule cisalpine.
Le foie est découvert le 26 septembre 1877 à Settima, une  frazione de  Gossolengo, dans la province de Plaisance par un paysan qui travaillait son champ, en dehors de tout contexte archéologique. Il est conservé et exposé au musée municipal de Plaisance, dans le palais Farnèse.
Des maquettes de foie divinatoires en argile ont été découverts dans les fouilles du Proche-Orient ancien, suggérant au moins un contact entre les Étrusques et la sphère culturelle anatolienne. Par exemple, un modèle babylonien datant de l'âge du bronze, préservé au British Museum, représente les caractéristiques anatomiques du foie sous forme de protubérances, de façon similaire au foie de Plaisance. Un modèle de même destination, en albâtre, est exposé au musée Guarnacci de Volterra.